# Lothar Meid
Lothar Meid (né le 28 août 1942 à Babenhausen (Bavière), mort le 3 novembre 2015 à Hambourg) est un bassiste, producteur de musique et compositeur de musique de film allemand.
Il commence sa carrière avec Klaus Doldinger, est l'un des membres fondateurs du groupe Embryo en 1969 et est bassiste du groupe Amon Düül II de 1971 à 1974 et après la reformation en 1989 jusqu'à peu de temps avant sa mort en 2015.

## Biographie
Fils d'un ingénieur, il obtient l'abitur dans un gymnasium de Munich. Il chante dans un chœur et joue de la trompette dans un orchestre d'élèves. Il étudie à Munich et à Ratisbonne le droit puis le journalisme, la psychologie ou l'architecture.
La carrière de musicien de Meid débute vers la fin des années 1950 dans des clubs de jazz à Munich. Dans les années suivantes, il se fait un nom comme bassiste de jazz. En 1968, il est musicien invité dans le quartet de Klaus Doldinger puis prend la basse dans son groupe Motherhood en 1969 (avec Udo Lindenberg à la batterie) et sur le premier album de Doldinger Passport en 1971. Jusqu'à la fin des années 1960, il collabore également en tant qu'auteur-compositeur avec le compositeur de films Peter Thomas pour le film La Vengeance du scorpion d'or.
En 1969, Meid est l'un des membres fondateurs du groupe Embryo. De 1971 à 1974, il est membre du groupe de krautrock Amon Düül II. En 1973, il enregistre le LP Utopia avec Olaf Kübler et des musiciens d'Amon Düül II, initialement commercialisé sous ce nom de groupe, mais plus tard sous la forme d'un album d'Amon Düül II. Toujours en 1973, il travaille comme musicien associé pour Peter Maffay sur son album Omen. Il est aussi bassiste lors d'enregistrements pour le groupe disco Boney M.
Dans la seconde moitié des années 1970, il enregistre trois albums sous son propre nom. À partir de 1978, il travaille également comme producteur pour Marius Müller-Westernhagen, dont il produit les albums en commençant par Mit Pfefferminz bin ich dein Prinz. Meid joue également de la basse et à d'autres instruments sur certains titres de Westernhagen.
À partir de la fin des années 1970, il joue et produit avec Marionetz (qui s'appelle alors Marionettes), un groupe punk munichois souvent soutenu par des musiciens d'Amon Düül II, surtout dans ses premières années.
En tant qu'acteur, il participe au film Idole de Klaus Lemke en 1976. Il travaillé pour Lemke et d'autres en tant que compositeur de films dans les années suivantes.
À la fin des années 1980, Meid produit entre autres le premier album de Jocco Abendroth et le LP The new machine of Liechtenstein du groupe de thrash metal Holy Moses.
Après la réunion d'Amon Düül II, Meid rejoint bientôt le groupe, qui donne des concerts sporadiques à partir de 1989, sort de nouveaux albums à partir de 1995 et termine à nouveau de plus grandes tournées. Dans les années 2000, Meid joue aussi avec les groupes The Big Bang et Passierzettel. Son dernier projet en 2012 est le groupe Deutsch Nepal, fondé par Marc Tepelmann, avec qui il joue des chansons d'Amon Düül II ainsi que les siennes. Le nom du groupe correspond à un titre de chanson du LP Utopia de 1973. En 2014, il donne une performance invitée au Kammerspiele de Munich avec des compagnons d'Embryo et Amon Düül II dans la série d'événements Kraut & Drastik.
Au printemps 2015, Meid quitte Amon Düül à cause de sa santé. Il est remplacé par Sigi Pop du Marionetz pour le reste des dates de cette année.

## Discographie solo
- Mensch, dieser Klaus! (Philips, 1975)
- Einbahnstraße (Atlantic, 1977), avec Keith Forsey, Mats Björklund, Nick Woodland, Geoff Stradling, Olaf Kübler
- Sonstiges (GMG, Global Records and Tapes, 1980)

## Filmographie
- 1976 : Idole (de) (réalisation : Klaus Lemke) acteur, compositeur
- 1979 : Ein komischer Heiliger (réalisation : Klaus Lemke) compositeur
- 1979 : Geteilte Freude (réalisation : Gabi Kubach) compositeur (TV)
- 1979 : Smash - Gefahr aus der Unendlichkeit (réalisation : Gisela Weilemann) compositeur
- 1979 : Schluchtenflitzer (de) (réalisation : Rüdiger Nüchtern) acteur
- 1980 : Die längste Sekunde (réalisation : Kristian Kühn) compositeur (TV)
- 1980 : Flitterwochen (réalisation : Klaus Lemke) compositeur
- 1980 : Theo contre le reste du monde (réalisation : Peter F. Bringmann) compositeur
- 1980 : Asphaltnacht (de) (réalisation : Peter Fratzscher) compositeur
- 1980 : Keiner hat das Pferd geküßt (de) (réalisation : Martin Müller) compositeur
- 1981 : Die Momskys oder Nie wieder Sauerkraut (réalisation : Philipp Sonntag) compositeur
- 1982 : Neonstadt (de) (réalisation : Wolfgang Büld, Dominik Graf) compositeur
- 1983 : Die Heartbreakers (réalisation : Peter F. Bringmann) compositeur
- 1983 : Danni (réalisation : Martin Gies) compositeur
- 1983 : Der Kleine (réalisation : Klaus Lemke) compositeur
- 1983 : Bolero (réalisation : Rüdiger Nüchtern) acteur
- 1985 : Blam! (de) (réalisation : Gloria Behrens) production musicale (série télévisée, 9 épisodes)